# جنگل‌های حرای استان هرمزگان

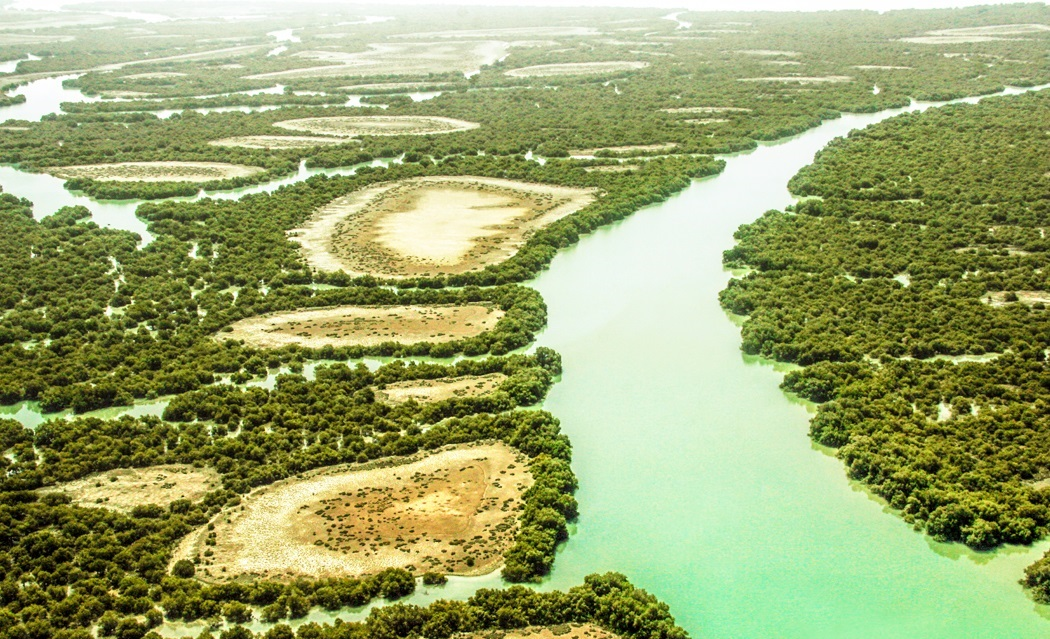
جنگل حرای قشم

جنگل‌های حرای استان هرمزگان (با حدود ۲۲۶٫۰۰۰ هکتار) شامل پنج پهنه مجزا از جنگل مانگرو در استان هرمزگان ایران است که تحت‌حفاظت سازمان حفاظت از محیط زیست قرار دارند. یکی از این پهنه‌ها در جزیره قشم با عنوان ذخیره‌گاه زیست‌کره حرا توسط یونسکو به عنوان ذخیره‌گاه زیست‌کره نیز شناخته می‌شود.

## جنگل‌های حرای هرمزگان
جنگل‌های حرای استان هرمزگان که بیشتر آن‌ها از سال ۱۳۸۰ تحت حفاظت محیط زیست قرار دارند، عبارت‌اند از:
- ذخیره‌گاه زیست‌کره حرا (۸۶٬۵۸۱ هکتار) در تنگه خورخوران خلیج فارس بین جزیره قشم (لافت) و دلتای مهران.[۲][۳]
- تالاب آذینی (۱۵٬۰۰۰ هکتار)
- حرای تیاب و میناب (۷۸٬۰۹۹ هکتار)
- حرای گابریک و جاسک (۳۴٬۵۹۶ هکتار)
- حرای رود گز (۲۷٬۰۴۶ هکتار)
- حرای خورخوران (۲٬۵۱۸ هکتار)

## ویژگی‌ها
سواحل جنوبی ایران، از جمله هرمزگان که از مناطق خشک و دریایی آب شور است با حرّا که گیاهی است که بی‌نیاز به آب شیرین می‌روید، پوشانده شده است. به این گیاه در بندرعباس، حَرّا گفته می‌شود.
درختان حرا، در قسمت‌های کم‌عمق خور خوران کنار و روی تپه‌های جزیره‌مانندی که هنگام پایین رفتن آب دریا از آب بیرون می‌مانند قرار گرفته است. عمق آب این مناطق از یک تا یک و نیم متر بیشتر نیست؛ بنابراین جنگل هنگام بالا آمدن آب دریا، در آب‌های خلیج فارس به حالت شناور می‌ماند و با فروکش کردن آب دریا به مدت ۶ تا ۷ ساعت مانند جنگل‌های مناطق خشک نمایان می‌شود. مساحت کل جنگل‌های حرا ۷٬۵۰۰ هکتار و مساحت حوضهٔ جزیرهٔ قشم ۲٬۴۰۰ هکتار تخمین زده شده است.
جنگل حرا در سواحل جنوبی ایران، مهد انواع گوناگون آبزیان، پرندگان و دوزیستان است. از پرندگان می‌توان به مرغ ماهیخوار، حواصیل، لک‌لک، مرغ سقا، مرغابی و مرغ دریایی و از ماهی‌ها به خرچنگ، مار دریایی، شیلو، کلینگ (نوعی از صدف) و انواع مختلف قورباغه اشاره کرد. به همین دلیل به جنگل‌های حرا در منطقه قشم، ۳ عنوان منطقهٔ حفاظت‌شده (ملی)، ذخیره‌گاه زیست‌کره و تالاب بین‌المللی نام داده‌اند؛ چرا که ۸۰ درصد آبزیان خلیج‌فارس دورهٔ تخم‌ریزی خود را در این منطقه می‌گذرانند.
در زمین‌های اطراف خور تیاب از حدود ۳ کیلومتری بندر تیاب میناب، بوته‌های حرا به چشم می‌خورد. طول خور تیاب ۷ مایل دریایی است. در ۲ سمت خور جاسک و در چابهار نیز حراهایی به شکل پراکنده دیده می‌شوند؛ که از پربازدیدترین نقاط برای گردشگران خارجی نیز می‌باشند.
از راه خشکی (مثلاً سواحل قشم) راهی به درون جنگل‌ها نیست و تنها راه دیدن آن‌ها، راه آبی است. برای تماشای این جنگل نیز باید با ناخدایان پرتجربه همراه شد، چون تنها آن‌ها می‌توانند آبراهه‌های کوچک و متعدد موجود جنگل را شناسایی کنند.

## جنگل حرا در جزیره هرمز
جنگل حرا جزیره هرمز در شمال شرقی جزیره قرار دارد. درختانی در اندازه های ۳ تا ۶ متر با شاخ و برگهای سبز و روشن که در آبهای شور زندگی می‌کند. حرا، گیاهی از تیره شاه پسند است، دانه آن روی درخت مادر می‌روید و نهال تولید می‌کند، سپس از درخت جدا می‌شود و داخل مرداب می‌افتد، جنگل حرا هرمز بر دریا و آب شور قرار دارد. اصولا این گیاهان قادر نیستند دمای کمتر از ۵ درجه سانتیگراد را تحمل كنند. ضمن اینکه شوری بین ۲۰ تا ۳۲ در هزار براي رشد آنها مناسب است.

## تصاویر

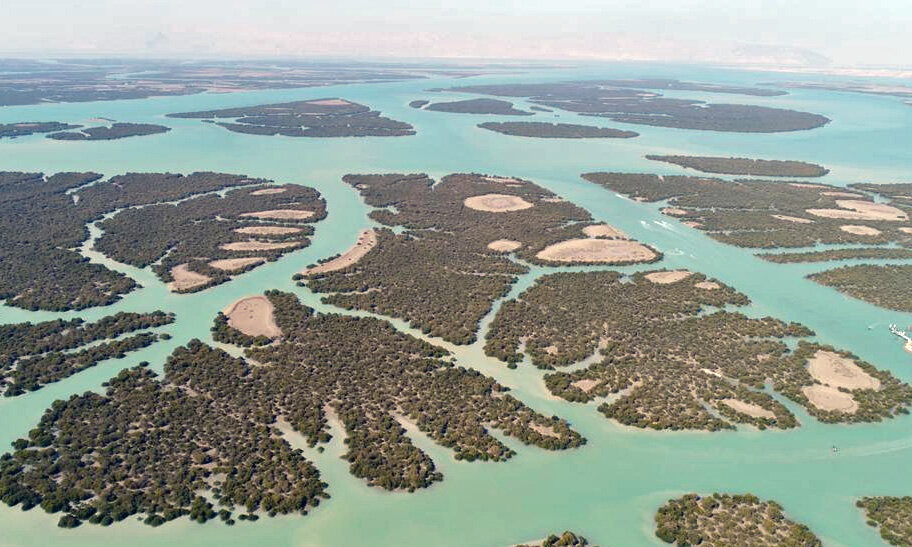
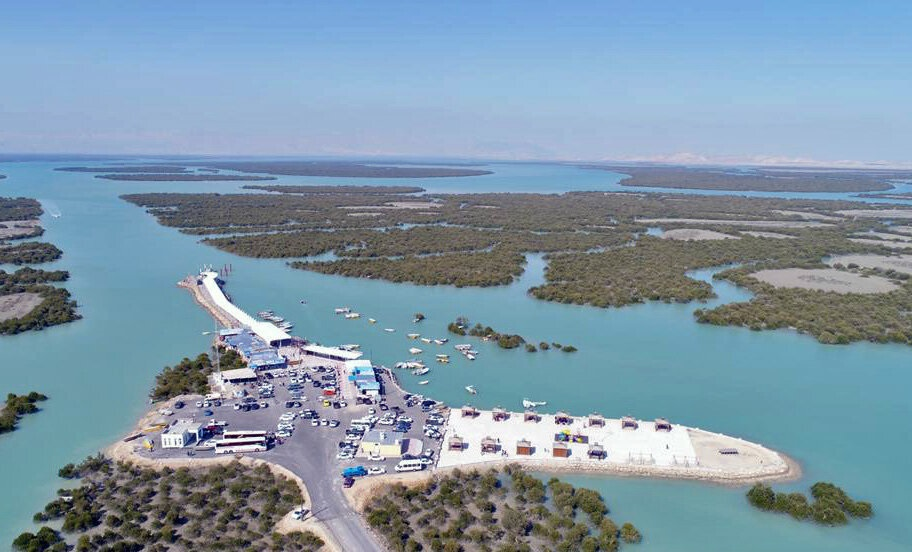
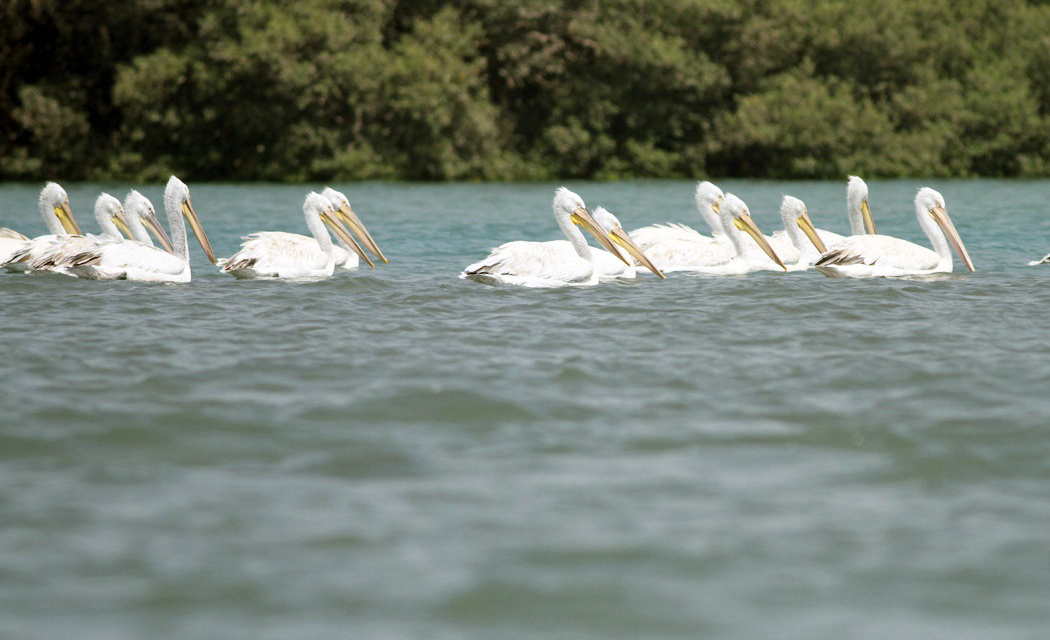
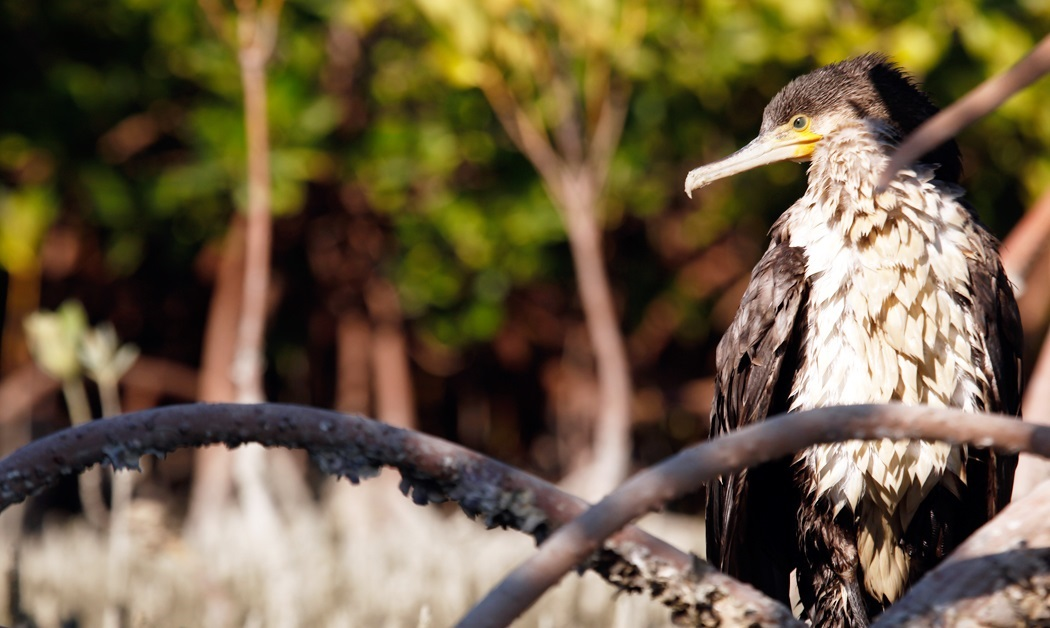
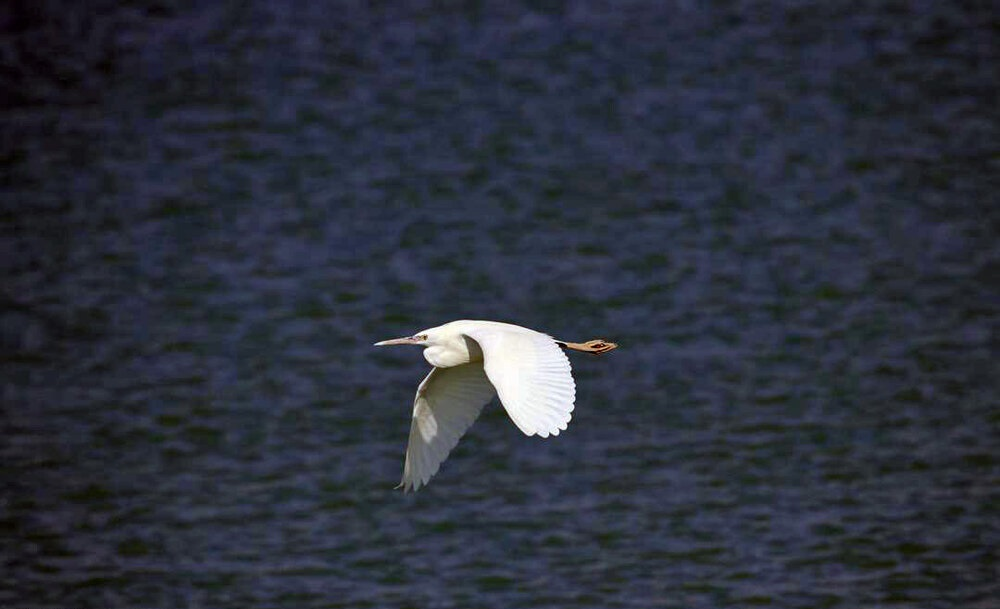
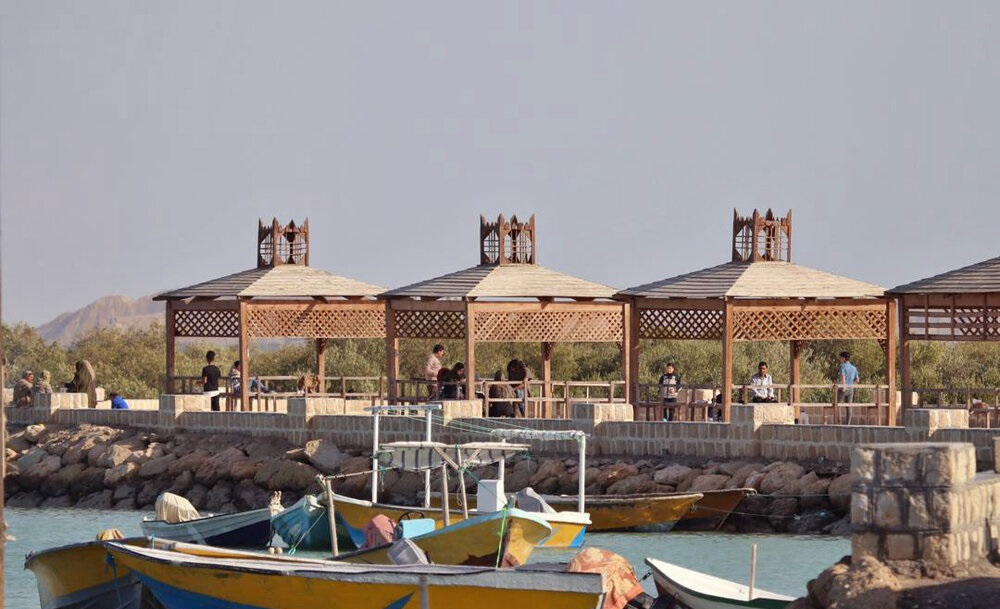